# M-Pesa
M-Pesa és un sistema de pagament amb telèfons mòbils molt estès a l'Àfrica. Permet fins i tot a les persones amb menys ingressos transferir diners amb rapidesa i seguretat entre A i B per fora d'un sistema bancari. Creat el 2007 per la societat de telefonia kenyana Safaricom, funciona d'una manera extremament simple, a través d'una xarxa d'agents M-Pesa, que també poden vendre gasolina, menjar o diaris a les seves botigues. La quantitat que es vol transferir es lliura en un lloc, i en un altre lloc es pot retirar aquesta quantitat presentant un codi que s'envia per SMS. Al voltant del 25% del producte nacional brut de Kenya es mou amb aquest sistema.